# Šeneh
Šeneh je bil vladar dela Egipta, ki je vladal drugem vmesnem obdobju, verjetno v 17. stoletju pr. n. št.  Zelo verjetno je spadal v Štirinajsto egipčansko dinastijo. Kot tak je iz Avarisa vladal vzhodni, morda tudi zahodni Nilovi delti. Njegovo prepoznavanje in kronološki položaj sta nejasna.

## Dokazi
Šeneh je dokazan na treh skarabejih, zato spada v skupino samo nekaj dokazanih vladarjev iz Štirinajste dinastije. Poreklo vseh treh skarabejev je neznano, kar otežuje ugotavljanje obsega njegovega kraljestva. Eden od skarabejev je trenutno v Britanskem muzeju, drugi v Aberdeenu (kataloška številka 21048), tretji pa v Moskvi (kataloška številka 2258).
Šenehov moskovski skarabej ima okrasno obrobo z vzorcem vrvi, značilno za skarebeje uradnikov iz Trinajste dinastije ter faraona Šešija in njegovega sina Ipkuja iz zgodnje Štirinajste dinastije. Šeneh bi zato lahko bil tudi vladar iz zgodnje Štirinajste dinastije s priimkom, ki bi lahko bil na Torinskem seznamu kraljev. 

## Identiteta
Šeneh je za faraone Štirinajste dinastije dokaj dobro dokumentiran. Egiptolog Kim Ryholt  je zato predlagal, da se ga poistoveti ali s faraonom Sehebrejem ali z Merdžefarejem. Oba faraona sta vladala po tri do štiri leta – najdlje v Štirinajsti dinastiji, sicer pa sta slabo dokumentirana. 
Ime Šenek se je v preteklosti zaradi napačnega branja znakov za »dano življenje«, epiteta, ki so ga običajno dali vsem vladarjem, prevajalo kot Šenes.